# Ignacio Blasco y Moneva
Ignacio Blasco y Moneva (¿? - †Lima, 1732), sacerdote que ocupó importantes cargos eclesiásticos y académicos en el Virreinato del Perú. Rector de la Universidad de San Marcos.

## Biografía
Aunque se conocen pocos datos sobre su trayectoria vital, se sabe que fue incorporado al cabildo Metropolitano de Lima en calidad de racionero (1716), ocupando posteriormente una canonjía (1725). Elegido vicerrector de la Universidad de San Marcos, bajo el rectorado de Vicente Ortiz de Foronda, ante el fallecimiento del titular, asumió dicho cargo (1729). Posteriormente, integró la comisión del cabildo que siguió el proceso contra el comunero José de Antequera y Castro, que finalmente acabó con la ejecución del rebelde en la plaza Mayor de Lima (1731).
| Predecesor: Vicente Ortiz de Foronda | Rector de la Universidad de San Marcos 1729 - 1730 | Sucesor: José de Borda y Echeverría |